# 알데바란 로보틱스
알데바란 로보틱스(Aldebaran Robotics)는 프랑스 파리에 본사를 둔 자율 휴머노이드 로봇 NAO의 설계, 생산, 판매를 중심으로 하는 기업이다. 창업자는 브루노 메조니에이다.